# Gravelle (potok)
Potok Gravelle je malý, uměle vytvořený vodní tok v Bois de Vincennes v Paříži.
Jeho začátek je v jezeře Gravelle v jihovýchodní části lesoparku a poté se klikatí parkem, větví se na několik ramen a rozvádí vodu do dalších tří jezer (Daumesnil, Saint-Mandé, Minimes). Vzhledem k této skutečnosti nelze přesně určit, jestli potok končí v jezeře Saint-Mandé (podle Národní služby dat o vodě) nebo v jezeře Daumesnil (podle mapy Národního geografického ústavu).
Voda je do jezera Gravelle a následně do potoka čerpána z řeky Marny, která protéká několik desítek metrů jižně od jezera.